# Società Ginnastica Andrea Doria - Sezione Calcio 1905-1906
Questa voce raccoglie le informazioni riguardanti la Società Ginnastica Andrea Doria nelle competizioni ufficiali della stagione 1905-1906.

## Stagione
Domenica 26 novembre 1905 viene inaugurato il nuovo campo di Cornigliano. Il campo non viene però ritenuto adatto per la disputa delle gare ufficiali e non viene omologato dalla FIF. I doriani sono perciò ancora obbligati a usufruire del campo di Ponte Carrega.
I biancoblù affrontarono nell'eliminatoria regionale il Genoa, da cui furono sconfitti sia nella gara d'andata che in quella di ritorno.

## Divise
La maglia era biancoblù, con divisione verticale a metà.
| Manica sinistra · Maglietta · Maglietta · Manica destra · Pantaloncini · Calzettoni |

## Organigramma societario
Area direttiva
- Presidente: Zaccaria Oberti

Area tecnica
- Capitano/Allenatore: Francesco Calì

## Rosa
| N. |                   | Ruolo | Calciatore       |
| -- | ----------------- | ----- | ---------------- |
|    | Italia (bandiera) | P     | Salvatore Calì   |
|    | Italia (bandiera) | P     | Luigi Marchetti  |
|    | Italia (bandiera) | D     | Rinaldo Amey     |
|    | Italia (bandiera) | D     | Giuseppe Boni    |
|    | Italia (bandiera) | D     | Francesco Calì   |
|    | Italia (bandiera) | D     | Carlo Galletti   |
|    | Italia (bandiera) | D     | Riccardo Pippo   |
|    | Italia (bandiera) | C     | Guido Bolognini  |
|    | Italia (bandiera) | C     | Augusto Galletti |

| N. |                   | Ruolo | Calciatore           |
| -- | ----------------- | ----- | -------------------- |
|    | Italia (bandiera) | C     | Ferruccio Taino      |
|    | Italia (bandiera) | A     | Vittorio Ansaldo     |
|    | Italia (bandiera) | A     | Ottavio Baglietto    |
|    | Italia (bandiera) | A     | Giuseppe Bongiovanni |
|    | Italia (bandiera) | A     | Dommering            |
|    | Italia (bandiera) | A     | Carlo Lancerotto     |
|    | Italia (bandiera) | A     | A. Rolla             |
|    | Italia (bandiera) | A     | Giovanni Sessarego   |
|    | Italia (bandiera) | A     | Vetrano              |

## Calciomercato
| Acquisti | Acquisti | Acquisti | Acquisti |
| R.       | Nome     | da       | Modalità |
| -------- | -------- | -------- | -------- |

| Cessioni | Cessioni     | Cessioni | Cessioni   |
| R.       | Nome         | a        | Modalità   |
| -------- | ------------ | -------- | ---------- |
| A        | Mario Ravano |          | svincolato |

## Risultati

### Prima Categoria

#### Eliminatoria ligure
| Arbitro: | Suter (Milano) |

|                            |           |      |
| ? 10’ Pasteur II 15’ Mayer | Marcatori | Amey |

| Arbitro: | Camperio (Milano) |

|  |           |           |
|  | Marcatori | Gromadzki |

## Statistiche

### Statistiche di squadra
| Competizione    | Punti | In casa | In casa | In casa | In casa | In casa | In casa | In trasferta | In trasferta | In trasferta | In trasferta | In trasferta | In trasferta | Totale | Totale | Totale | Totale | Totale | Totale | DR |
| Competizione    | Punti | G       | V       | N       | P       | Gf      | Gs      | G            | V            | N            | P            | Gf           | Gs           | G      | V      | N      | P      | Gf     | Gs     | DR |
| --------------- | ----- | ------- | ------- | ------- | ------- | ------- | ------- | ------------ | ------------ | ------------ | ------------ | ------------ | ------------ | ------ | ------ | ------ | ------ | ------ | ------ | -- |
| Prima Categoria | 0     | 1       | 0       | 0       | 1       | 0       | 1       | 1            | 0            | 0            | 1            | 1            | 3            | 2      | 0      | 0      | 2      | 1      | 4      | -3 |

### Statistiche dei giocatori
| Giocatore      | Prima Categoria | Prima Categoria |
| Giocatore      | Presenze        | Reti            |
| -------------- | --------------- | --------------- |
| R. Amey        | 2               | 1               |
| V. Ansaldo     | 2               | 0               |
| O. Baglietto   | 2               | 0               |
| G. Bolognini   | 2               | 0               |
| G. Bongiovanni | 0               | 0               |
| G. Boni        | 1               | 0               |
| F. Calì I      | 2               | 0               |
| S. Calì II     | 1               | -1              |
| Dommering      | 1               | 0               |
| A. Galletti I  | 2               | 0               |
| C. Galletti II | 0               | 0               |
| C. Lancerotto  | 2               | 0               |
| L. Marchetti   | 1               | -3              |
| R. Pippo       | 0               | 0               |
| A. Rolla       | 0               | 0               |
| G. Sessarego   | 2               | 0               |
| F. Taino       | 2               | 0               |
| Vetrano        | 0               | 0               |